# クロエ・オブライエン
クロエ・オブライエン (英: Chloe O'Brian) とは、アメリカのテレビドラマシリーズ「24 -TWENTY FOUR-」に登場する架空の人物である。演じるのはメアリー・リン・ライスカブ。日本での吹き替え声優は林真里花。

## 人物

### プロフィール
CTUロサンゼルス支局（シーズン6まで）・FBIワシントン支局（シーズン7）・CTUニューヨーク支局（シーズン8）に勤める上級分析官。CTUでのアクセスレベルは、夫のモリスと同じレベル6。
非常に優秀な情報処理能力を持ち、歴代の通信部門スタッフの中でも屈指の能力を有している。ただし、特定の専門分野においては彼女以上の能力を持っているメンバーは存在しており、たとえば夫のモリスは「暗号解析」のプロフェッショナルであり、クロエでは数十分から数時間かかる暗号解析をわずか1-2分程度で終わらせている。
シーズン3から登場。当初から「最高の分析官」だとされていたものの、CTU支部長からの評価は低く「オブライエンなど、ミシェルの代わりにはならない」と酷評されていたが、シーズンを重ねるうちにスタッフからの信頼を得るようになっていく。
シーズン7の時点では、CTU・FBIなどにおいて「情報処理に関する技術セミナー」を行ったという設定になっており、ロスにおいてはかなり名の知られた技術者となっている。
配属されている通信部門は内勤であるため、任務のほとんどの時間をコンピューターの前で過ごしており、実地任務を担当することは稀である。ただし、シーズン4およびシーズン5では、M4A1（ライフル）やグロック19（拳銃）を器用に操っている。
シーズン8では、大統領救出に失敗し解任された支部長のヘイスティングスから、CTU臨時支部長(代理)にも任命された。

### 性格と言動
物事をネガティブに解釈する気難しい性格で、人付き合いを苦手にしている。周りの空気が読めず、余計な言動で周囲を不快にする事がしばしばあり、シニカルな役柄といえる。
登場当初はプレッシャーに押し潰されそうだったが、シリーズを重ねるごとに頼もしい大人の女性へと成長した。

## 対人関係

### ジャック・バウアーとの関係
深い信頼と友情を抱く。誰が正しい判断をしているかを見極め、時に上司の命令を無視して捜査を行うジャック・バウアーを、的確で高速な情報処理でフォローする。恋愛感情はお互いに持っていないようである。

### モリス・オブライエンとの関係
離婚していたが後に復縁し、シーズン6の最後に息子プレスコットをもうける。互いに分かり合っているが、口論も多く、軽口を叩いて後悔することが多い。

## 経歴
カリフォルニア州立大学デービス校にて、情報科学修士号を取得。
シーズン3から登場し、その後シーズン6までの間に、CTUロス支局の情報部門全体を管理する立場となる。
- CTUワシントン / ボルチモア支局 捜査官[9]
- CTUロサンゼルス支局 工作部門アシスタント[9]
- CTUロサンゼルス支局 情報部門チーフ・アシスタント
- CTUロサンゼルス支局 情報部門チーフ
  - IDコード CTU 99A-12
- CTUニューヨーク支部長臨時代理

## 作中での活躍

### シーズン3
最初のころは他の同僚の人間といろいろなトラブルがあり、その上チェイスの赤ん坊を預かっているために、かなり慌ただしかった。その上途中でジャックに犯人と誤解されたりもするが、後半で、CTUのシステムにニーナが仕掛けたワームを駆除することに成功したことで、ジャックやトニーをはじめとしたCTUのスタッフから大きな信頼を得る。

### シーズン4
序盤、大学時代の友人であるアンドリュー・ペイジから、ネット上で偶然発見した核攻撃の暗号を伝えられる。クロエはそれを支部長のドリスコルに伝えたが無視され、国防長官の連絡役としてCTUを訪れたジャックに話す。ジャックはアンドリューと駅で合流するはずだったが、その情報を手に入れたテロリスト側に先を越される。アンドリューを殺される直前まで助けなかったジャックを憎むが、ジャックの説得でその後も独断でジャックをサポート。しかしドリスコルにそれが発覚、規則違反として退職させられる。
その後しばらく自宅にいたが、ドリスコルが娘の死により精神不安定になり、代わりにミシェルが支部長として呼ばれた後、彼女の依頼を受けてCTUに戻る。さらにミシェルのサポートとして現れたブキャナンから、彼氏が核ミサイルの件でかかわっているという女性の自宅に現場捜査官として出向くよう命令を受ける。しかし、待ち伏せしていたテロリストに襲撃され、護衛は二人とも射殺される。クロエと女性は装甲車に逃げ込み、クロエはライフルを取り出しテロリストに反撃、難を逃れる。
終盤、中国大使館を襲撃した件でジャックを暗殺しに来たシークレット・サービスからジャックを守るべく、トニー、ミシェルとともにジャックの偽装死に荷担する。

### シーズン5
冒頭、自宅にてデイビッド・パーマー元大統領が射殺されたことを知る。CTUへの出勤途上、ミシェルとトニーも自動車爆破で襲われたことをエドガーからの電話で知る。その瞬間、ジャックの偽装死を知る者が狙われていると悟り、逃走。追っ手から逃れた後、潜伏中のジャックに助けを求める。ジャックと合流後は、パーマー暗殺の真相を探るために行動するが、クロエは現場で拘束。CTUに送還後、ブキャナンの判断で任務に復帰する。
中盤に、CTU内にセントックスガスがテロリストにより散布され、クロエを含む何名かは気密室に逃げ込めたが、僚友であるエドガーが逃げ遅れ死亡する様を目の当たりにし、精神的にダメージを受ける。
その後、国土安保省にCTUが吸収されたことで職を追われそうになるが、ジャックの意を受けたオードリーの機転で現場に残れた（ただし、代わりにブキャナンが職を追われる）。しかし、オードリーの通信記録を抹消したことが発覚し拘束されるが逃走、ブキャナンの自宅からCTUのシステムに侵入しジャックをサポートする。さらにそれも発覚すると、今度はホテルのラウンジへ移動し、カレン･ヘイズの助けを受けてジャックへのサポートを続行した。
終盤では、元夫のモリス･オブライエンを現場復帰させて協力を得る。これにより、ローガン大統領から陰謀の自供ととれる発言を収録することに成功した。

### シーズン6
序盤、ナディアを通じて、ファイエドに差し出す人質としてジャックが中国から連れ戻されたことを知る。モリスの計らいでジャックの引き渡し場所を特定しようとするが、ファイエド側に気付かれ失敗。その後、アサドの潜伏先を爆撃する直前にジャックがアサドらを連れ出したことを、ブキャナンに内密に伝えた。
その後はこれまでのシーズン同様、ジャックやCTU現場捜査官をサポートする。途中、ファイエドに拷問されやむなくスーツケース核爆弾の起爆装置をプログラムしたモリスに向けた何気ない言葉が彼を傷つけてしまうが、後にモリスを職務に復帰するよう働きかけている。
終盤、長時間の激務がたたり、モリスの目の前で倒れる。すべての事件が解決した直後、病室でモリスの本心を受け止めたのち、モリスの子供を妊娠していることを彼に告げた。

### シーズン7
CTU解体に伴い子育てに専念していたが、アフリカの国サンガラで大量虐殺を続ける反政府軍を支援する者がアメリカ政府内にいることを掴んだビル、トニーに協力し、その後FBIワシントン支局でジャックのサポート役を務める。事故で瀕死となったデュバク大佐の体内からジャックが取り出した金属プレートを受け取り、ショーンやエリカの妨害を受けながらもファイル解読に成功。濡れ衣を着せられ逃走するジャックを手助けしたため拘束されたが、夫モリスが捜査に協力することを条件に釈放された。その後、ジャックの要請でCTUサーバー復活させるため再度FBIに赴きそこでジャニスと対立しながらトニーの捜索をしていたが、最終的に彼女との友情が生まれていた。

### シーズン8
夫のモリスが失業したためCTUニューヨーク支局に分析官として復帰するが、新体制のシステムと人間関係に苦戦し周りから煙たがられていた。中東カミスタンのハッサン大統領暗殺計画をジャックから知らされたCTUはハッサンと不倫関係にある記者リードを逮捕。証拠の信憑性に疑問を抱いたクロエは、支部長のヘイスティングスに捜査を継続するよう要請したが相手にされなかったためジャックに依頼。一旦は断られたものの、娘キムの説得もあってジャックは捜査に同意した。大統領救出に失敗し解任されたヘイスティングスから支部長臨時代理に任命されたクロエは、テロの首謀者であるロシア大統領スワノフ殺害を図るジャックを止めるべく彼の元へ向かうが逆に絞め落とされてしまう。スワノフに照準を合わせるジャックに対し、クロエは間もなく突入部隊が乗り込んでくることを告げて説得し、それに応じたジャックは証拠の録音データを持ち出すために自分を撃てと命令。拒むクロエに業を煮やして自分の頭に銃を向けるジャックに向かってクロエは引き金を引いた。
シーズン8の後日談として、ジャックの逃亡の幇助をしたとして夫モリスと息子プレスコットの目の前でFBIに逮捕される。（DVD&BD版 特典映像「逮捕されるクロエ」にて）

### リブ・アナザー・デイ
アメリカを離れ、ロンドンのハッカー集団｢オープンセル｣にハッカーとして所属しており、（劇中キスするシーンがある為）ボスであるエイドリアンと付き合っているようである。腕にタトゥーをしたり、メイクや髪型が変わるなどこれまでの彼女とはかなり印象が異なっている。
1話スタート前にロンドンのCIAに拘束され拷問を受けていたところをジャックによって救出される。4年前のジャックが逃亡したその日、自分を狙った暗殺でモリスとプレスコットを亡くしており、その後アメリカの機密を1万点を盗み出して世界に公開した事で追われる身となる。
ジャックに救出され、かつての仲間であるディレク・イエィツが無人機乗っ取りに絡んでいることを知り、ジャックから脅迫まがいの協力要請を受けて仲間であるエイドリアンらと協力する事になる。
かろうじて乗っ取り用のシステム書き換え装置を確保したジャックからクロエは離れ、仲間の元に戻ったが、実は仲間のエイドリアンこそが書き換え装置を作った張本人だった事を知る。彼と一緒に行くフリをして装置を奪おうとしたが失敗し、新しいアジトに連れていかれたが、今度は中国の元工作員チェン・ズィーがいた。エイドリアンはチェンからの依頼で装置を作ったらしく、その装置をイエィツが奪い作り変えたのが無人機乗っ取り装置だった。エイドリアンの命と引き換えに装置を本来の姿である｢防衛システム乗っ取り装置｣に作り変える事を強いられたクロエは仕方なく作り変えてしまう。この時、エイドリアンから長らく苦しんでいたモリス達の「暗殺事件」はただの事故だった事を彼から知らされた。以前から知っていたにもかかわらず彼が知らせなかったのは、知らせればクロエが自分の元を離れてしまうと恐れていたからだと話すが、用済みになってしまった為にクロエの目の前で射殺されてしまう。
殺すには惜しいとクロエはチェンに連れ去られてしまうが、移動中にトラックから飛び降りて逃走。ジャックに合流し、国外逃亡しようとするチェンを確保する為にジャックを援護、無事確保に成功したが、今度はジャックを確保する為に現れたロシアの工作員に拉致されてしまう。
12時間後、引渡し場所に現れたジャックの身柄と引き換えに無事に解放され、シーズンは終了する。この時、｢唯一の友達｣とジャックとクロエはお互いの気持ちを確かめている。

## 余談
- 愛車はトヨタのプリウス（NHW20型）。（シーズン5）
- CTUから持ち出して、ブキャナン宅やホテルで使用していた端末は「CTUシリーズ4」。（シーズン5）
- 彼女の息子の名前はプレスコット（Prescott)。ちなみにPrescottは第3世代Pentium 4のコードネーム。（シーズン7）
- ジャックに次いで人気の高い人物である[5]。